# Bacalhau à Gomes de Sá

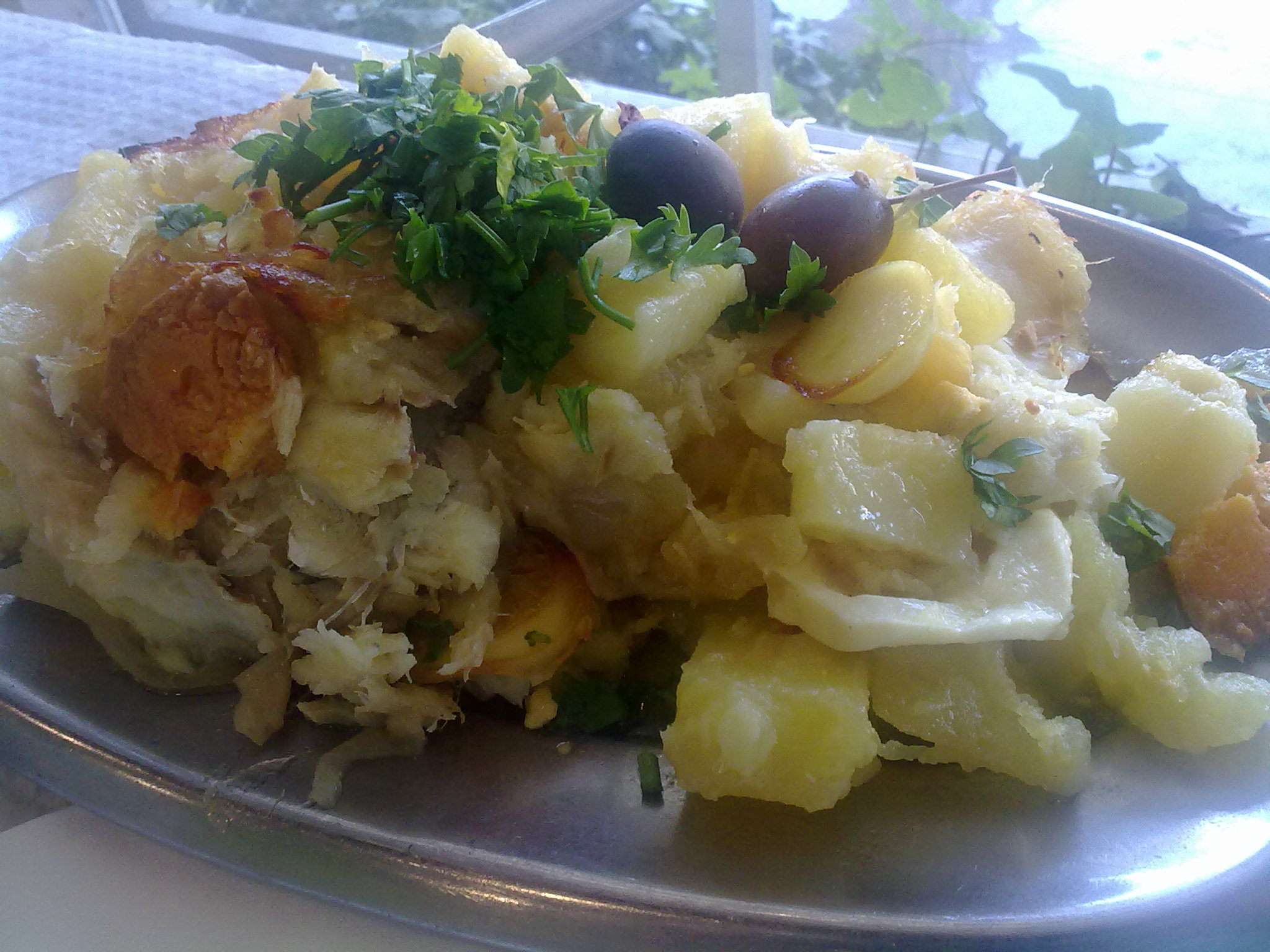
Bacalhau à Gomes de Sá

Alguns pratos tradicionais da culinária recebem o nome de seus criadores: esse é o caso do bacalhau à Gomes de Sá, receita tradicional em Portugal deste peixe, da autoria de José Luís Gomes de Sá Júnior, que nasceu no Porto a 7 de Fevereiro de 1851, e que faleceu no ano de 1926. Negociante de bacalhau, sediou o seu negócio num armazém da Rua do Muro dos Bacalhoeiros, na Ribeira do Porto, tendo vendido a receita ao seu colega e melhor amigo João, cozinheiro do Restaurante Lisbonense, localizado na Travessa dos Congregados, na cidade do Porto. A receita original propõe que o bacalhau seja cortado em pequenas lascas amaciadas em leite durante cerca de uma hora e meia a duas horas e que seja cozinhado com azeite, alho, cebola, acompanhado com azeitonas pretas, salsa e ovos cozidos.
Este é um prato originário e típico da cidade do Porto, que é a capital da região Norte de Portugal, muito apreciado pelo seu sabor e requinte, normalmente acompanhado com Vinho verde tinto ou Vinho do Douro tinto. É de preparação simples e relativamente rápida.
Por ser muito apreciado, é um prato que tem também impacto em todo o território português, bem como no Brasil, graças à imigração portuguesa pós-colonial, sobretudo depois dos meados do século 19. Tais  portugueses, vindos em sua maioria do norte de Portugal, trouxeram consigo sua rica gastronomia, de tal modo que este e outros pratos de bacalhau-do-atlântico (Gadus morhua) são consumidos e muito apreciados no Brasil (em que o azeite também é um componente omnipresente nessas receitas gastronómicas de bacalhau), como herança cultural das povoações do Norte de Portugal que permaneceu, até à contemporaneidade, no Brasil. Por essa razão, o Cônsul do Brasil no Porto, em 1988, João Frank da Costa, decidiu homenagear o criador da receita, José Luís Gomes de Sá Júnior, mandando colocar uma placa na parede da casa onde nasceu, na Rua do Muro dos Bacalhoeiros. Em vários mercados do Brasil, o bacalhau é vendido como Bacalhau do Porto, devido a esta história relacionada com o Bacalhau à Gomes de Sá, o que, muitas vezes, confunde as pessoas, que acabam por pensar que o bacalhau é pescado no Porto.
O bacalhau à Gomes de Sá foi um dos candidatos finalistas às 7 Maravilhas da Gastronomia portuguesa, o que revela a sua grande importância para a culinária portuguesa, bem como o seu valor gastronómico em Portugal.

## Receita original de José Luís Gomes de Sá
Gomes de Sá era um comerciante da cidade do Porto nos finais do século XIX. A ele, se deve esta receita de bacalhau que terá sido criada com os mesmos ingredientes (à excepção do leite) com que, semanalmente, fazia os bolinhos de bacalhau que deliciavam os amigos. Com efeito, os ingredientes são os mesmos, mas a receita resulta de uma confecção mais cuidada e de maior requinte, suprimindo a farinha, escalfando o bacalhau no leite, realçando o gosto com a cebola alourada às rodelas e passando o ovo a ser cozido. A mistura dos vários elementos com azeite e a ida ao forno para homogeneizar os sabores concebeu um novo prato: o «Bacalhau à Gomes de Sá».
A qualidade desta receita obtém-se, em boa parte, pela qualidade dos ingredientes envolvidos, que devem ser, cuidadosamente, seleccionados pela sua qualidade orgânica. Devem-se escolher alhos, batatas, cebolas, salsa e azeitonas de boa qualidade: caseiros ou de agricultura biológica, de crescimento lento. Bem como ovos de galinhas caseiras ou de agricultura biológica. Deve-se também escolher leite magro e não leite meio-gordo ou leite gordo, para não ser enjoativo, no amaciamento das lascas de bacalhau. E, sobretudo, o bacalhau (que tem de ser sempre bacalhau-do-atlântico, Gadus morhua) de postas grossas, de salga lenta e cura amarela) e o azeite devem ser de muito boa qualidade para se obter o sabor original da receita, que tem sido desvirtuada nas últimas décadas, pela grande maioria dos restaurantes, com receitas que se afastam da original e/ou que utilizam ingredientes com pouco qualidade orgânica. Muitas dessas receitas, que se afastam da original, também são publicitadas nos «mass media» e nas redes sociais, o que leva o consumidor comum a confundir essas falsas receitas com a original de José Luís Gomes de Sá.
Ingredientes:
- postas de Bacalhau demolhado
- Batata
- dentes de alho
- cebolas
- ovos cozidos
- azeite q.b.
- salsa q.b.
- azeitonas pretas a gosto
- leite magro q.b.

Preparação, segundo a receita original de José Luís Gomes de Sá Júnior:
"Pega-se no bacalhau demolhado e deita-se numa caçarola. Depois, cobre-se tudo com água a ferver, e, depois, tapa-se com uma baeta grossa ou um pedaço de cobertor e deixa-se, então, assim, sem ferver, durante 20 minutos. A seguir, ao bacalhau que está na caçarola e que devem ser 2 quilos pesados em cru, tiram-se-lhe todas as espinhas e faz-se em lascas e põe-se num prato fundo, cobrindo-se com leite quente, deixando-o, em infusão, durante uma hora e meia a duas horas. Depois, em uma travessa de ir ao forno, deita-se três decilitros de azeite fino do mais fino (isto é essencial), quatro dentes de alho e oito cebolas a alourar. Ter já dois quilos de batatas (cortadas, à parte, com casca) às quais se lhes tira a pele e se cortam às rodelas da grossura de um centímetro e bota-se as batatas mais as lascas do bacalhau, que se retiram do leite. Põe-se, então, na mesma travessa, no forno, deixando-se ferver tudo, por dez a quinze minutos. Serve-se, na mesma travessa, com azeitonas grandes pretas, muito boas, e mais um ramo de salsa muito picada e rodelas de ovo cozido. Deve-se servir bem quente, muito quente."
A receita é retirada de um manuscrito, atribuído ao próprio José Luís Gomes de Sá, que teria vendido a receita a um seu colega e amigo, João, cozinheiro do Restaurante Lisbonense, localizado na Travessa dos Congregados, na cidade do Porto, com a deliciosa nota: "João, se alterar qualquer coisa, já não fica capaz". O aviso de que "Deve-se servir bem quente, muito quente" também tem de ser sempre, impreterivelmente, cumprido, para que o prato tenha qualidade.
Normalmente, este prato é acompanhado com Vinho verde tinto ou Vinho do Douro tinto, entendidos como os vinhos mais compatíveis com estre prato de bacalhau originário da cidade do Porto, que é a capital da região Norte de Portugal.